# قرار مجلس الأمن التابع للأمم المتحدة رقم 1950
قرار مجلس الأمن التابع للأمم المتحدة رقم 1950، المتخذ بالإجماع في 23 نوفمبر 2010، بعد التذكير بالقرارات السابقة بشأن الوضع في الصومال، بما في ذلك القرارات 1814 (2008)، 1816 (2008)، 1838 (2008)، 1844 (2008)، 1846 (2008) و1851 (2008) و1897 (2009) و1918 (2010)؛ أعاد المجلس تفويض الدول بالتدخل في أعمال القرصنة التي يقوم بها القراصنة الصوماليون في البحر لمدة اثني عشر شهرا أخرى.
وقدمت الحكومة الاتحادية الانتقالية في الصومال عدة طلبات للمساعدة في مكافحة القرصنة قبالة سواحلها.

## أعمال
وكرر المجلس، متصرفا بموجب الفصل السابع من ميثاق الأمم المتحدة، إدانته لجميع أعمال القرصنة والسطو المسلح ضد السفن قبالة سواحل الصومال. وأعرب عن قلقه إزاء تقرير صادر عن مجموعة ترصد الحالة في الصومال أشار إلى وجود نقص في إنفاذ حظر الأسلحة المفروض بالقرار 733 (1992) وأن زيادة مدفوعات الفدية أدت إلى زيادة أعمال القرصنة قبالة سواحل الصومال؛ تم تشجيع الدول على تبادل المعلومات لمنع انتهاكات الحظر.
وناشد القرار جميع الدول المشاركة في مكافحة القرصنة بالتعاون مع الحكومة الاتحادية الانتقالية قبالة الساحل الصومالي مع الاعتراف بحقوق البلاد في الموارد البحرية. طُلب من الدول المتعاونة عدم إنكار حق مرور السفن أو المساس به، وأن حظر الأسلحة المفروض على الصومال لا ينطبق على الأسلحة والعتاد المخصص لاستخدام القوات الدولية. كما تم حث الدول الأعضاء على تحسين قدرة السلطات في الصومال على مقاضاة أولئك الذين يخططون وينفذون الهجمات، وتحديد الولاية القضائية وتجريم القرصنة بموجب قوانينها المحلية.
كما وجه مجلس الأمن الإنتربول واليوروبول بالتحقيق في الشبكات الإجرامية المتورطة في القرصنة قبالة سواحل الصومال، بينما صدرت تعليمات للأمين العام بان كي مون بتقديم تقرير في غضون 11 شهرًا بشأن تنفيذ القرار الحالي.